# Syzygium pachyphyllum
Syzygium pachyphyllum är en myrtenväxtart som först beskrevs av Wilhelm Sulpiz Kurz, och fick sitt nu gällande namn av Elmer Drew Merrill och Lily May Perry. Syzygium pachyphyllum ingår i släktet Syzygium och familjen myrtenväxter. Inga underarter finns listade i Catalogue of Life.